# Спинална мишићна атрофија
Спинална мишићна атрофија (СМА) је редак неуромишићни поремећај који доводи до губитка моторних неурона и прогресивног губитка мишића. Обично се дијагностикује у детињству или раном детињству и ако се не лечи, најчешћи је генетски узрок смрти новорођенчади. Такође се може појавити касније у животу и тада имати блажи ток болести. Заједничка карактеристика је прогресивна слабост вољних мишића, при чему су први захваћени мишићи руку, ногу и дисајних органа. Повезани проблеми могу укључивати лошу контролу главе, тешкоће при гутању, сколиозу и контрактуре зглобова.
Старост почетка и озбиљност симптома чине основу традиционалне класификације спиналне мишићне атрофије у неколико типова.
Спинална мишићна атрофија је последица абнормалности (мутације) у СМН1 гену који кодира СМН, протеин неопходан за преживљавање моторних неурона. Губитак ових неурона у кичменој мождини спречава сигнализацију између мозга и скелетних мишића. Други ген, СМН2, сматра се геном који модификује болест, јер обично што се СМН2 више копира, то је ток болести блажи. Дијагноза СМА се заснива на симптомима и потврђује се генетским тестирањем.
Обично се мутација у СМН1 гену наслеђује од оба родитеља на аутозомно рецесиван начин, иако се у око 2% случајева јавља током раног развоја (де ново). Инциденца спиналне мишићне атрофије широм света варира од око 1 на 4.000 порођаја до око 1. на 16.000 порођаја, са 1 од 7.000 и 1 на 10.000 који се обично наводе за Европу и САД.
Исходи у природном току болести варирају од смрти у року од неколико недеља након рођења у најакутнијим случајевима до нормалног животног века код продужених облика СМА. Увођење каузативних третмана у 2016. значајно је побољшало исходе. Лекови који циљају на генетски узрок болести укључују нусинерсен, рисдиплам и лек за генску терапију онасемноген абепарвовец. Подржавајућа нега обухвата физикалну терапију, радну терапију, респираторну подршку, нутритивну подршку, ортопедске интервенције и подршку мобилности.

## Класификација
5q СМА је појединачна болест која се манифестује у широком распону тежине, погађајући одојчад преко одраслих. Пре него што је схваћена његова генетика, сматрало се да су њене различите манифестације различите болести – Вердниг-Хофманнова болест када су била погођена мала деца и Кугелберг-Веландерова болест за случајеве са касним почетком.
Године 1990. уочено је да ове одвојене болести чине спектар истог поремећаја. Спинална мишићна атрофија је затим класификована у 3-5 клиничких типова на основу старости појаве симптома или максималне постигнуте моторичке функције. Тренутно, консензус је да фенотип спиналне мишићне атрофије обухвата континуум симптома без јасног разграничења подтипова. Међутим, традиционална класификација, приказана у табели испод, и данас се користи како у клиничким истраживањима, тако и понекад, контроверзно, као критеријум приступа терапијама.
| Тип                     | Епоним                       | Уобичајена старост почетка | Природна историја (без фармаколошког третмана) | OMIM                                                     |
| ----------------------- | ---------------------------- | -------------------------- | --- | -------------------------------------------------------- |
| СМА 0                   |                              | Пренатално                 | Симптоми се примећују при рођењу и често постају очигледни у пренаталном периоду као смањено кретање фетуса. Погођена деца обично имају само једну копију SMN2 гена и обично преживе само неколико недеља чак и уз респираторну подршку 24/7. Овај облик је веома редак – заузима око 2% случајева. |                                                          |
| СМА 1(инфанција)        | Вердниг-Хофманова болест     | 0–6 месециs                | Овај облик се дијагностикује код око 50% пацијената, код којих се болест манифестује у првих неколико недеља или месеци живота. СМА тада има брз и неочекиван почетак, са различитим мишићним групама прогресивно. Бебе никада не науче да седе без ослонца и постепено губе већину мишићне функције. Смрт је обично узрокована затајењем респираторних мишића изазвано упалом плућа (често, аспирациона пнеумонија). Осим ако се рано не пружи респираторна подршка и/или фармаколошки третман, бебе са дијагнозом СМА типа 1 генерално не преживе после две године. Уз одговарајућу респираторну подршку, познато је да они са блажим фенотиповима СМА типа 1, који чине око 10% случајева СМА 1, преживљавају у адолесценцији и одраслој доби чак и без фармаколошког третмана, иако им је увек потребна нега 24 сата дневно. | Online Mendelovsko nasleđivanje kod čoveka (OMIM) 253300 |
| СМА 2(средња инфанција) | Дубовицова болест            | 6–18 месеци                | Средњи облик, дијагностикован код око 20% пацијената, означава људе који су били у стању да задрже седећи положај барем неко време у свом животу, али никада нису научили да ходају без подршке. Почетак слабости се обично примећује у периоду између 6 и 18 месеци живота. Познато је да напредак увелико варира, неки људи постепено слабе током времена, док други кроз пажљиво одржавање остају релативно стабилни. Мишићи тела су ослабљени, а респираторни систем је главна брига, као и контрактуре мишића и закривљеност кичме. Очекивани животни век је смањен, чак и када већина људи са СМА 2 живи дуго у одраслом добу чак и без лечења. | Online Mendelovsko nasleđivanje kod čoveka (OMIM) 253550 |
| СМА 3(јувенилно)        | Кугелберг-Веландерова болест | >12 месеци                 | Јувенилни облик, који се дијагностикује код око 30% пацијената, манифестује се после 12 месеци живота или након што су деца већ научила да направе бар неколико самосталних корака. Болест напредује споро, а већина људи са СМА 3 губи способност ходања некада у животу, што захтева подршку при кретању. Респираторно захваћеност је ретка и очекивани животни век је нормалан или скоро нормалан. | Online Mendelovsko nasleđivanje kod čoveka (OMIM) 253400 |
| СМА 4(одрасло доба)     |                              | Одрасло доба               | Ово означава форму са почетком у одраслом добу, понекад такође класификовану као СМА типа 3 са касним почетком. Јавља се у приближно 5% пацијената и обично се манифестује у трећој или четвртој деценији живота. Симптоми се састоје од постепеног слабљења мишића ногу, због чега је често неопходно да пацијент користи помагала за ходање. Остале компликације су ретке и очекивани животни век је непромењен. | Online Mendelovsko nasleđivanje kod čoveka (OMIM) 271150 |

## Симптоми
Симптоми варирају у зависности од типа СМА, стадијума болести као и појединачних фактора. Доле наведени знаци и симптоми су најчешћи код тешког СМА типа 0/I:
- Арефлексија, посебно у екстремитетима
- Свеукупна слабост мишића, слаб тонус мишића, млохавост или склоност падању
- Потешкоће у постизању развојних прекретница, тешкоће седења/стојања/ходања
- Код мале деце: усвајање положаја жабље ногице при седењу (кукови абдуцирани и савијена колена)
- Губитак снаге респираторних мишића: слаб кашаљ, слаб плач (одојчад), накупљање секрета у плућима или грлу, респираторни дистрес
- Торзо у облику звона (узрокован коришћењем само трбушних мишића за дисање) код тешког типа СМА
- Фасцикулације (трзање) језика
- Потешкоће у сисању или гутању, лоше храњење

## Узроци
Спинална мишићна атрофија је узрокована генетском мутацијом у SMN1 гену.
Људски хромозом 5 садржи два скоро идентична гена на локацији 5q13: теломерну копију SMN1 и центромерну копију SMN2. Код здравих особа, ген SMN1 кодира опстанак протеина моторних неурона (SMN) који, како му име каже, игра кључну улогу у опстанку моторних неурона. SMN2 ген, с друге стране – због варијације у једном нуклеотиду (840.C→T) – пролази кроз алтернативно спајање на споју интрона 6 са ексоном 8, при чему само 10–20% SMN2 транскрипата кодира потпуно функционално преживљавање протеина моторних неурона (SMN-fl) и 80–90% транскрипата што резултира скраћеним протеинским једињењем (SMNΔ7) које се брзо разграђује у ћелији.
Код појединаца захваћених СМА, SMN1 ген је мутиран на такав начин да није у стању да исправно кодира SMN протеин – било због делеције која се дешава на егзону 7 или због других тачака мутација (често што доводи до функционална конверзија SMN1 секвенце у SMN2). Скоро сви људи, међутим, имају најмање једну функционалну копију SMN2 гена (од којих већина има 2-4) која и даље кодира 10-20% уобичајеног нивоа SMN протеина, омогућавајући неким неуронима да преживе. Дугорочно, међутим, смањена доступност SMN протеина резултира постепеном смрћу ћелија моторних неурона у предњем рогу кичмене мождине и мозгу. Скелетни мишићи, који сви зависе од ових моторних неурона за неуронски унос, сада имају смањену инервацију (која се назива и денервација) и стога имају смањен улаз из централног нервног система (ЦНС). Смањен пренос импулса кроз моторне неуроне доводи до смањене контрактилне активности денервираног мишића. Сходно томе, денервисани мишићи пролазе кроз прогресивну атрофију (отпад).
Обично су први захваћени мишићи доњих екстремитета, затим мишићи горњих екстремитета, кичме и врата и, у тежим случајевима, плућни и жвачни мишићи. Проксимални мишићи су увек захваћени раније и у већој мери него дистални мишићи.
Озбиљност симптома СМА је у великој мери повезана са тим колико добро преостали SMN2 гени могу надокнадити губитак функције SMN1. Ово делимично зависи од броја копија SMN2 гена присутног на хромозому. Док здраве особе обично носе две копије гена SMN2, особе са СМА могу имати било шта између 1 и 5 (или више) њих; што је већи број SMN2 копија, то је блажа тежина болести. Дакле, већина беба СМА типа 1 има једну или две SMN2 копије; особе са СМА 2 и 3 обично имају најмање три SMN2 копије; а особе са СМА 4 нормално имају најмање четири. Међутим, корелација између тежине симптома и броја копија SMN2 није апсолутна и изгледа да постоје други фактори који утичу на фенотип болести.
Спинална мишићна атрофија се наслеђује аутозомно рецесивно, што значи да се дефектни ген налази на аутозому. Две копије дефектног гена – по једна од сваког родитеља – су потребне да би се наследио поремећај: родитељи могу бити носиоци и нису лично погођени. Чини се да се СМА појављује де ново (тј. без икаквих наследних узрока) у око 2–4% случајева.
Спинална мишићна атрофија погађа појединце свих етничких група, за разлику од других добро познатих аутозомно рецесивних поремећаја, као што су болест српастих ћелија и цистична фиброза, који имају значајне разлике у стопи појављивања међу етничким групама. Укупна преваленција СМА, свих типова и међу свим етничким групама, је у распону од 1 на 10.000 особа; фреквенција гена је око 1:100, дакле, отприлике једна од 50 особа је носилац.

## Дијагноза
СМА се дијагностикује коришћењем генетског тестирања које открива хомозиготну делецију SMN1 гена у преко 95% случајева и мутацију једињења SMN1 код преосталих пацијената. Генетско тестирање се обично спроводи уз помоћ узорка крви, а МЛПА је једна од чешће коришћених техника генетског тестирања, јер такође омогућава утврђивање броја копија гена SMN2, што има клинички значај.

### Рана дијагноза
Рана дијагноза СМА, у асимптоматској фази болести, омогућава:
- Преимплантацијско тестирање
- Преимплантациона генетска дијагноза се може користити за скрининг ембриона захваћених СМА током вантелесне оплодње.
- Пренатално тестирање
- Пренатално тестирање на СМА могуће је путем узорковања хорионских ресица, феталне ДНК анализе без ћелија и другим методама.
- Скрининг новорођенчета

Рутински скрининг новорођенчади на СМА постаје све уобичајенији у развијеним земљама, с обзиром на доступност узрочних третмана који су најефикаснији у асимптоматском стадијуму болести. У 2018. години, скрининг новорођенчади на СМА је додат на листу препоручених скрининг тестова новорођенчади у САД и од априла 2020. усвојен је у 39 америчких држава. Од маја 2021. године, СМА скрининг новорођенчади је примењен на Тајвану и у току је у примени у Аустралији, Белгији, Канади, Француској, Немачкој, Холандији, Пољској, Србији и Словенији. Поред тога, пилот пројекти се спроводе у Аустралији, Кини, Италији и Јапану.

### Тестирање носиоца
Они који су у опасности да буду носиоци делеције SMN1, а самим тим и под ризиком да имају потомство захваћено СМА, могу се подвргнути анализи носиоца користећи узорак крви или пљувачке. Амерички колеџ акушера и гинеколога препоручује да се све особе које размишљају о трудноћи тестирају да би се видело да ли су носиоци болести. Учесталост носиоца СМА је упоредива са другим поремећајима као што је таласемија, а у кохорти северне Индије утврђено је да је 1 од 38. Међутим, генетско тестирање неће моћи да идентификује све појединце у ризику, јер је око 2% случајева узроковано де ново мутацијама, а 5% нормалне популације има две копије SMN1 на истом хромозому, што омогућава да буде носилац тако што има један хромозом са две копије и други хромозом са нула копија. Ова ситуација ће довести до лажно негативног резултата, пошто статус носиоца неће бити исправно откривен традиционалним генетским тестом.

## Лечење

### Лекови
Нусинерсен (на тржишту као Спинраза) се користи за лечење спиналне мишићне атрофије. То је антисенс нуклеотид који модификује алтернативно спајање СМН2 гена. Даје се директно централном нервном систему помоћу интратекалне инјекције. Нусинерсен продужава преживљавање и побољшава моторичку функцију код новорођенчади са СМА. Одобрен је за употребу у САД 2016. године, а за употребу у ЕУ 2017. године.
Золгенсма је третман генске терапије који користи самокомплементарни адено-повезани вирус типа 9 (scAAV-9) као вектор за испоруку СМН1 трансгена. Терапија је први пут одобрена у САД у мају 2019. као интравенска формулација за децу млађу од 24 месеца. Уследило је одобрење у Европској унији, Јапану и другим земљама, иако често са различитим обимима одобрења.
Рисдиплам је лек који се узима орално у течном облику. То је дериват пиридазина који делује тако што повећава количину функционалног преживелог протеина моторног неурона који производи СМН2 ген кроз модификацију његовог обрасца спајања. Рисдиплам је први пут одобрен за медицинску употребу у Сједињеним Државама у августу 2020. године и од тада је одобрен у преко 30 земаља.

### Дисање
Респираторни систем је најчешћи систем који је захваћен и компликације су водећи узрок смрти код СМА типова 0/1 и 2. СМА тип 3 може имати сличне респираторне проблеме, али је ређи. Компликације које настају услед ослабљених међуребарних мишића због недостатка стимулације од нерва. Дијафрагма је мање погођена него интеркостални мишићи. Једном ослабљени, мишићи никада у потпуности не опорављају исти функционални капацитет да помогну при дисању и кашљању, као и другим функцијама. Због тога је дисање теже и представља ризик од недовољно кисеоника/плитког дисања и недовољног чишћења секрета дисајних путева. Ови проблеми се чешће јављају при спавањуBiPAP, када су мишићи опуштенији. Мишићи гутања у фарингексу могу бити погођени, што доводи до аспирације у комбинацији са лошим механизмом кашљања повећава вероватноћу инфекције/пнеумоније. Мобилизирање и чишћење секрета укључује ручну или механичку физиотерапију грудног коша са постуралном дренажом и ручним или механичким уређајем за помоћ при кашљању. Да би се помогло у дисању, често се користи неинвазивна вентилација (BiPAP), а трахеостомија се понекад може извести у тежим случајевима; обе методе вентилације продужавају преживљавање у упоредивом степену, иако трахеостомија спречава развој говора.

### Исхрана
Што је тежи тип СМА, већа је вероватноћа да ће особа имати здравствене проблеме у вези са исхраном. Здравствени проблеми могу укључивати потешкоће у храњењу, отварању вилице, жвакању и гутању. Појединци са таквим потешкоћама могу бити изложени повећаном ризику од прекомерне или потхрањености, неуспеха да напредују и тежње. Остала питања у вези са исхраном, посебно код особа које нису у покрету (теже врсте СМА), укључују храну која не пролази довољно брзо кроз стомак, гастрични рефлукс, констипацију, повраћање и надимање. Може бити неопходно код СМА типа 1 и људи са тежим типом 2 да имају сонду за храњење или гастростому. Поред тога, метаболичке абнормалности које су резултат СМА ометају β-оксидацију масних киселина у мишићима и могу довести до органске ацидемије и последичног оштећења мишића, посебно када се пости. Предлаже се да људи са СМА, посебно они са тежим облицима болести, смање унос масти и избегавају продужено гладовање (тј. једу чешће од здравих људи)

## Прогноза
У недостатку фармаколошког третмана, људи са СМА имају тенденцију да се погоршавају током времена. Недавно је повећано преживљавање код пацијената са тешким СМА са агресивном и проактивном респираторном и нутритивном подршком.
Ако се не лечи, већина деце са дијагнозом СМА типа 0 и 1 не достигне 4 године, а поновљени респираторни проблеми су примарни узрок смрти. Уз одговарајућу негу, блажи случајеви СМА типа 1 (који чине око 10% свих случајева СМА1) живе у одраслом добу. Дуготрајно преживљавање код СМА типа 2 није довољно доказано; међутим, од 2007. године чини се да је напредак у респираторној подршци смањио смртност.

## Спинална мишићна атрофија у Србији
Према подацима удружења оболелих, у Србији тренутно има 107 особа са дијагнозом спиналне мишићне атрофије. Лек Спинраза у Србији постоји већ две године и ту терапију прима 35 оболелих. Спинраза је прва терапија одобрена пре две године у Србији, након чега су одобрене још две, које су, према речима представника Удружења побољшале квалитет живота оболелима од ове болести.